# Los Rey
Los Rey es una telenovela mexicana producida por Pedro Lira y transmitida por TV Azteca en 2012, está basada en una historia de "Los hombres de Dallas" y "Dallas" de David Jacobs, versión libre de Luis Felipe Ybarra.
Protagonizada por Rossana Nájera, Michel Brown, Ofelia Medina y Fernando Luján, con las participaciones antagónicas de Leonardo García, Cecilia Ponce, Juan Alfonso Baptista, Elizabeth Cervantes y María de la Fuente y con las actuaciones estelares de José Alonso, Ariel López Padilla, Cynthia Rodríguez, Ana Belena, Fernando Alonso, Victor Hugo Martín, Jorge Luis Vázquez y la presentación en las telenovelas de Carolina Miranda.
La telenovela fue transmitida en Namibia por la cadena NBC, Namibian Broadcasting Corporation, de lunes a viernes a las 18:00 . 
Las grabaciones iniciaron el 30 de julio y concluyeron el 22 de diciembre de 2012.

## Sinopsis
Everardo Rey, es un hombre de negocios de gran alcance en México, que dirige Rey Grupo Industrial. Está casado con Manuela "Many" San Vicente y tienen tres hijos: Everardo "Vado", Guillermo y Matías.
Detrás del imperio de la riqueza, hay una historia de la traición y el engaño hecho meticulosamente por Everardo Rey, un hombre que creció en el campo con Pedro Malvido, su mejor amigo. Ambos eran pobres y en su afán de mejorar su calidad de vida, se van a buscar el "sueño americano". En los EE. UU., se ponen de acuerdo en olvidar a Manuela San Vicente, una chica de clase alta que fue amada por los dos. Después de varios años y de haberse hecho de capital, Everardo y Pedro, regresaron a México con el fin de iniciar un negocio de recogida de vidrio. Sin embargo, Everardo Rey olvidó su acuerdo con Pedro y se casó con Manuela, acusando de fraude falso a Pedro.
Una vez libre y sin dinero, Pedro se enteró de los detalles del cargo de fraude y la traición de su amigo, por lo que junto a su familia, Pedro Luis trata de empezar de nuevo, pero siempre a la espera de la venganza contra Everardo Rey.
Además de esto, un amor profundo y real nazca, lejos del odio y la venganza, entre la hija de Pedro, Lorenza Malvido y Matías Rey, que tratan de calmar el odio familiar, con el fin de estar juntos.

## Elenco

### Reparto principal
| Actore (s)            | Personajes                                       | Face card               |
| --------------------- | ------------------------------------------------ | ----------------------- |
| Rossana Nájera        | Lorenza Malvido Lozano                           | La dama                 |
| Michel Brown          | Matias Rey San Vicente                           | El valiente             |
| Leonardo García       | Everardo Rey San Vicente "Vado"                  | El alacrán              |
| Ofelia Medina         | Manuela San Vicente de Rey "Many"                | El corazón              |
| Fernando Luján        | Juan Everardo Rey Martínez "Vadote" / "Don Juan" | El rey                  |
| José Alonso           | Pedro Malvido "Perico"                           | El borracho/La calavera |
| Ariel López Padilla   | Guillermo Rey San Vicente "Memo"                 | El ausente              |
| Elizabeth Cervantes   | Paola Garcés De la Garza de Rey                  | La rosa                 |
| Juan Alfonso Baptista | Pedro Luis Malvido Lozano "Peluso"               | El diablito             |
| Carolina Miranda      | Delfina Rey Ortuña "Fina"                        | La sirena               |
| Victor Huggo Martín   | Laureano Malvido San Vicente                     | El aparecido            |

### Reparto secundario
| Actore (s)         | Personajes                   | Face card             |
| ------------------ | ---------------------------- | --------------------- |
| Ana Belena         | Julia Mariscal               | La malquerida         |
| Fernando Alonso    | Amado Treviño                | El vaquero            |
| Cecilia Ponce      | Aurora Longoria              | La Abandonada         |
| Jorge Luis Vázquez | Joel "El Chino" Matus        | El campeón            |
| María de la Fuente | Dra. Rosario Deschamps       | La rival              |
| Rykardo Hernández  | Leonardo Herrán              | El junior             |
| Laura Palma        | Lucía del Muro               | La mariposa           |
| Humberto Búa       | Ismael Rey Buelna "El chulo" | El amoroso            |
| Alejandra Prado    | Consuelo Buelna "La chula"   | La otra               |
| Cynthia Rodríguez  | Tamara                       | La estrella           |
| Lourdes Villarreal | Ricarda                      | La nana               |
| Raúl Sandoval      | Gervasio                     | El hierro             |
| Carlos Fonseca     | Joaquin Matus "Quino"        | El gallo              |
| Martín Altomaro    | Moises "Pepe"                | -                     |
| Alejandra Haydée   | Luz                          | Las gotas Las gemelas |
| Michelle Garfias   | Cruz                         | Las gotas Las gemelas |
| Marco Aurelio Nava | Ricardo Anaya                | El político           |
| José Luis Mósca    | Andrade                      | La mosca              |

### Reparto invitado
| Actore (s)                | Personajes                          | Episodio   |
| ------------------------- | ----------------------------------- | ---------- |
| Karla Rico                | Alma Rivas Palacios                 | 1-66       |
| Sebastián Moncayo         | Edmundo                             | 2, 8       |
| Guillermo Larrea          | Director en la preparatoria de Fina | 3          |
| Rafael Sánchez-Navarro    | Atilio Herrán                       | 4-13       |
| Jessica Roteache          | Tanya                               | 4, 6       |
| Paulina Marron            | Reportera                           | 6          |
| Flavio Peniche            | Secuaz                              | 7          |
| Valentina Giron           | Gina                                | 8          |
| Giovanna Romo             | Beatriz                             | 12-19, 113 |
| Rodrigo Cachero           | Fotógrafo                           | 12         |
| Sergio Basañez            | Ronco Abadí                         | 14-50, 52  |
| Tomás Goros               | Félix                               | 16-70      |
| Karen Senties             | Andrea Ortuña de Rey                | 19-25      |
| Fran Meric                | Jenny Laborde                       | 19         |
| Jorge Zepeda              | Miguel Ángel Sánchez "Guacho"       | 22         |
| Guillermo Quintanilla     | Nicodemo                            | 23         |
| Héctor Kostifakis         | El Diablo                           | 24-        |
| Julieta Egurrola          | Juliana Mariscal                    | 25         |
| Miguel Ángel Ferriz       | Uvaldo San Vicente                  | 36-40      |
| Germán Girotti            | Exnovio de Fina                     | 38         |
| Adrián Rubio              | Amante de Paola                     | 41         |
| Fernando Becerril         | Gilberto Longoria                   | 46-        |
| Ariana Ron Pedrique       | Simone                              | 50-        |
| Francisco de la O         | Elias Denigris Jr.                  | 58-        |
| Jorge Celaya              | Lino                                | 60-        |
| Aura Cristina Geithner    | Lucero Longoria                     | 61-70      |
| Lía Ferre                 | Carmen Longoria                     | 62-        |
| Simone Victoria           | Tisha                               | 62         |
| Arturo Beristain          | Elias Denigris Sr.                  | 87-        |
| Jesús Vargas              | Moncada                             | 88-        |
| Enrique Chi               | Ceballos                            | 88-        |
| Napoleon Glockner         | Bancario                            | 89-90      |
| Javier Escobar            | Guardia                             | 114        |
| Claudia Santiago          | Manuela "Manny" San Vicente (joven) |            |
| Ernesto Díaz del Castillo | Juan Everardo Rey Martínez (joven)  |            |
| Moisés Cardez             | Comandante de la policía            | 124-125    |

## Banda sonora
| N.º | Título                                           | Música                  | Escritor(es)                                   | Duración |  |
| 1.  | «El Imperio de los Rey»                          | Tigrillos               | Cesar Brizuela , Carlos Razo , Sergio Cardenas |          |  |
| 2.  | «Algo entre los dos» (Tema de Fina y Amado)      | Edgar Azcuy             | Edgar Azcuy                                    |          |  |
| 3.  | «Algo entre los dos» (Tema de Lorenza y Matías)  | Rykardo Hernández       | Edgar Azcuy                                    |          |  |
| 4.  | «Algo entre los dos» (Tema de Tamara y Gervasio) | Cynthia y Raúl Sandoval | Edgar Azcuy                                    |          |  |
| 5.  | «Amores prohibídos»                              | Elefante                | Christian Castro                               |          |  |
| 6.  | «La única en tu vida» (Tema de Tamara)           | Cynthia                 |                                                |          |  |

### TV Adicto Golden Awards
| Año  | Categoría                          | Nominados        | Resultado |
| ---- | ---------------------------------- | ---------------- | --------- |
| 2012 | Mejor vestuario                    | Elisa Salinas    | Ganadora  |
| 2012 | Mejor retorno femenino             | Ofelia Medina    | Ganadora  |
| 2012 | Mejor retorno masculino            | Michael Brown    | Ganador   |
| 2012 | Revelación femenina                | Carolina Miranda | Ganadora  |
| 2012 | Mejor lanzamiento estelar femenino | Rossana Nájera   | Ganadora  |
| 2012 | Mejor telenovela de Tv Azteca      | Elisa Salinas    | Ganadora  |